# エルプロモーション
エルプロモーション（英文名称:L-Promotion）は、東京都渋谷区に本社を置く芸能プロダクション。

## 概要
主にAV女優のマネジメントを手掛けている。
Japan production guild（日本プロダクション協会）加盟プロダクション。
かつてはアイドルグループ「僕らは嘘つき」（2017年結成）をプロデュース・運営していた。2021年末までに全メンバーが退所し、事実上解散している。

## 所属モデル
- 夕美しおん
- 乙アリス
- 佐伯由美香
- ERINA
- ココ・サンチェス
- あらきまい
- 青山ゆい
- 白花のん

## 過去の所属モデル
- あいみ
- 浅田結梨
- 綾瀬メグ
- 伊吹千夏
- 岩崎彩菜
- 河合結愛
- 川崎亜里沙
- 胡桃華
- 国府田ひとみ
- 紺野まこ
- 桜木優希音
- 紗凪美羽
- 辻さき
- 富田優衣
- 夏目優希
- 七瀬未悠
- 真崎寧々
- 松下美織
- 松田真奈
- 美里麻衣
- みひろ
- 本橋未来
- 山口珠理
- 山田リリカ
- 瑠川リナ